# Augusta Wilhelmina z Hesji-Darmstadt
Augusta Wilhelmina Maria z Hesji-Darmstadt (ur. 14 kwietnia 1765 w Darmstadt, zm. 30 marca 1796 w Rohrbach), księżna Pfalz-Zweibrücken.

## Życiorys
Córka księcia Jerzego Wilhelma z Hesji-Darmstadt i Marii Luizy Albertyny z Leiningen-Dagsburga-Falkenburga. W 1785 roku wyszła za mąż za Maksymiliana I, późniejszego króla Bawarii. Była jego pierwszą żoną, drugą została Karolina Fryderyka Badeńska.

## Dzieci
- Ludwik I Wittelsbach (1786–1868), król Bawarii;
- Augusta Amalia Wittelsbach (1788–1851), wyszła za mąż za Eugeniusza de Beauharnais, księcia Leuchtenberg;
- Amalia Maria Augusta (1790–1794);
- Karolina Augusta Wittelsbach (1792–1873), jej pierwszym mężem był Wilhelm I Wirtemberski, małżeństwo zostało anulowane, po raz drugi wyszła za mąż za cesarza Franciszka II Habsburga;
- Karol Teodor Maksymilian (1795–1875).